# چیغیرغان
چیغیرغان (به ترکی آذربایجانی: Çığırğan) یک منطقه مسکونی در جمهوری آذربایجان است که در شهرستان صابرآباد واقع شده‌است. چیغیرغان ۷۸۶ نفر جمعیت دارد.